# Eudrapa maculata
Eudrapa maculata là một loài bướm đêm trong họ Noctuidae.